# Népszínház
Népszínház est un quartier situé dans le 8e arrondissement de Budapest. Traversé par Népszínház utca, il s'agit d'un espace marqué par une longue histoire de petits commerçants et artisans. Depuis le début des années 2000, ce quartier devient le lieu d'installation de nombreux migrants d'Asie du Sud-Est et d'Afrique centrale, ce qui en fait l'un des quartiers les plus cosmopolites de la capitale hongroise.

## Périmètre
Selon l'arrêté du 12 décembre 2012 (94/2012. (XII. 27.), annexe 31) de l'assemblée métropolitaine de Budapest, le périmètre du quartier est le suivant : Rákóczi út-Fiumei út-la partie nord-ouest de Teleki László tér-Népszínház utca-József körút.